# Русиново (посёлок, Пермский край)
Русиново — посёлок в Чердынском городском округе Пермского края России.

## Географическое положение
Поселок расположен на правом берегу реки Колва примерно в 98 километров по прямой на север-северо-восток от центра городского округа города Чердынь.

## Климат
Климат умеренно-континентальный с продолжительной холодной и снежной зимой и коротким летом. Снежный покров удерживается 170-190 дней. Средняя высота снежного покрова составляет более 70 см, в лесу около 1 метра. В лесу снег сохраняется до конца мая. Продолжительность безморозного периода примерно 110 дней.

## История
Поселок появился предположительно не позднее конца 40-х годов у соответствующего лагерного пункта местной системы исправительно-трудовых лагерей. В 1952 г в лагпункте  Русиново содержалось 336 заключенных.

## Население
Население поселка составляло 232 чел.(2002), русские 86%. В 2010 году  проживало 3 постоянных жителя.                       